# Estación Puerto Madero
Puerto Madero fue una pequeña estación ubicada en el barrio del mismo nombre, en la Ciudad de Buenos Aires. Actualmente los servicios de pasajeros se encuentran suspendidos y la estación demolida. Por la estación pasaron trenes de carga y de pasajeros.

## Ubicación
Se encontraba ubicada en la intersección de la Avenida Eduardo Madero con la calle Macacha Güemes en el barrio de Puerto Madero.

## Infraestructura
La estación poseía un único andén con una única vía, aunque está situada en un corredor ferroviario que originalmente contenía cuatro vías de carga. Poseía dos entradas bien definidas, una sobre la calle Macacha Güemes y otra sobre Alicia Moreau de Justo. Pero al ser una estación de andén bajo y sin alambrados perimetrales era posible ingresar a la misma desde varias direcciones.
La estación fue demolida para dar comienzo a la obra del Paseo del Bajo.

## Historia

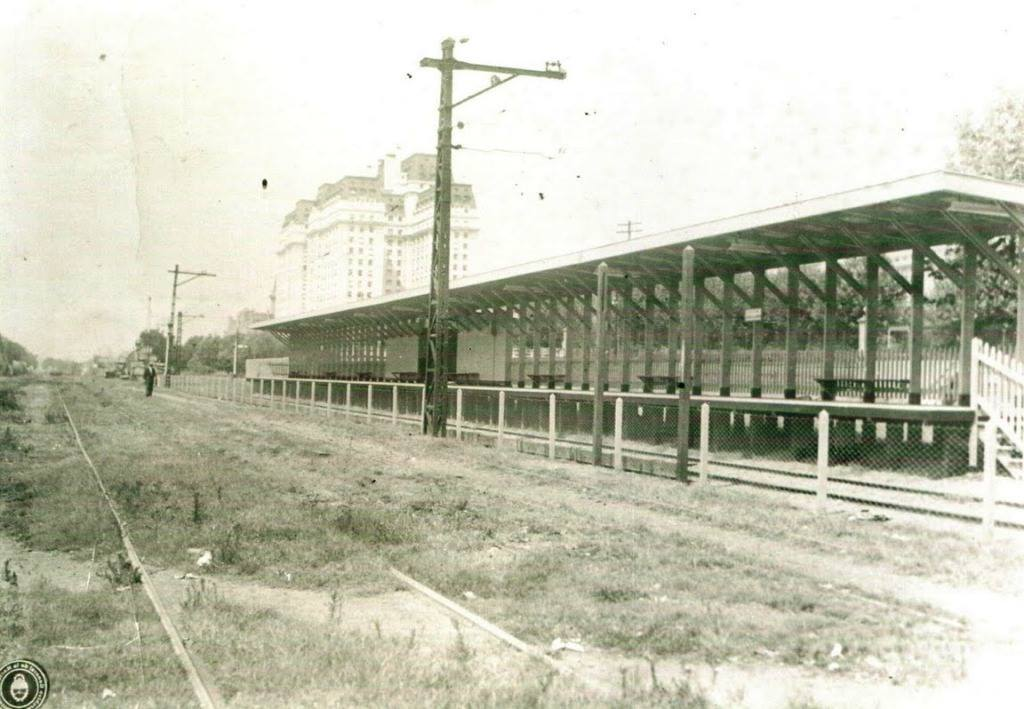
La parada 1° de Marzo

Si bien la estación data del año 1997, con la habilitación del servicio Castelar-Puerto Madero y paradas intermedias en Haedo y Ramos Mejía, su ubicación y la utilización del túnel para el transporte de pasajeros se remonta a 1949, cuando con locomotoras eléctricas el recién nacionalizado Ferrocarril Domingo Faustino Sarmiento prestó servicio entre las estaciones Caballito y la Parada 1º de marzo. 
El nombre 1º de marzo recuerda al 1º de marzo de 1948 cuando se tomó posesión de las compañías británicas compradas por el estado nacional. Este servicio (que tenía una frecuencia de 40 minutos) se brindó hasta el 31 de diciembre de 1950.
En 1997, se habilitó el servicio desde Castelar, con 4 servicios diarios; dos por la mañana y dos por la tarde. Luego se agregaron dos servicios más. Se utilizó una formación denominada Coche Motor Liviano, fabricado en la década de 1980 en los talleres de Materfer y también Camello Serie 593 fabricado en Talleres de CAF. Estas formaciones fueron modificadas en su interior con el agregado de aire acondicionado y asientos de pana. 
Originalmente había un servicio de cafetería a bordo, pero fue suprimido poco tiempo después. El 2 de junio de 2008 se extendió el servicio hasta la Estación Merlo. Poco tiempo después fue suspendido ante el desinterés de TBA por reparar filtraciones del túnel.
Actualmente sólo presta servicios de cargas de NCA hasta Ternium Siderar (en Ensenada) y de Ferrosur Roca hasta kilómetro 5.